# United States potato genebank
Pour les articles homonymes, voir SPG.
La United States potato genebank (USPG, littéralement « banque de gène de pommes de terre des États-Unis ») est une banque de gènes de la pomme de terre américaine maintenue à Sturgeon Bay dans l'État du Wisconsin. Sa mission est de collecter, classer, préserver, évaluer les échantillons des diverses espèces de pommes de terre et de les distribuer aux chercheurs du monde entier.
Cette collection de pommes de terre, la plus importante du monde, est hébergée par la station de recherche Peninsular de l'université du Wisconsin. 
Elle comprend 5 725 accessions de pommes de terre sauvages et cultivées, représentant 93 espèces et 95 taxons (y compris les sous-espèces), appartenant tous au genre du genre Solanum, section Petota.
Cette banque de gènes est l'un des éléments qui composent le National Plant Germplasm System (système  national pour le germoplasme végétal) qui est chargé de préserver les ressources génétiques végétales des États-Unis.